# Isländische Fußballmeisterschaft 1974
Die isländische Fußballmeisterschaft 1974 war die 63. Spielzeit der höchsten isländischen Fußballliga. Die Liga begann am 18. Mai 1974 und endete mit den letzten Spielen am 1. September 1974.
Es nahmen acht Mannschaften an der Meisterschaft teil, die in einer einfachen Hin- und Rückrunde ausgetragen wurde. ÍA Akranes konnte den bisher achten Titel der Vereinsgeschichte gewinnen.

## Abschlusstabelle
| Pl. | Verein                 | Sp. | S | U | N | Tore    | Diff. | Punkte |
| --- | ---------------------- | --- | - | - | - | ------- | ----- | ------ |
| 1.  | ÍA Akranes             | 14  | 9 | 5 | 0 | 024:100 | +14   | 23:50  |
| 2.  | ÍB Keflavík (M)        | 14  | 7 | 5 | 2 | 024:120 | +12   | 19:90  |
| 3.  | Valur Reykjavík        | 14  | 4 | 6 | 4 | 018:180 | ±0    | 14:14  |
| 4.  | ÍB Vestmannaeyja       | 14  | 3 | 7 | 4 | 020:200 | ±0    | 13:15  |
| 5.  | KR Reykjavík           | 14  | 4 | 5 | 5 | 016:190 | −3    | 13:15  |
| 6.  | Fram Reykjavík (P)     | 14  | 3 | 6 | 5 | 019:200 | −1    | 12:16  |
| 7.  | Víkingur Reykjavík (N) | 14  | 2 | 5 | 7 | 014:190 | −5    | 09:19  |
| 8.  | ÍBA Akureyri           | 14  | 3 | 3 | 8 | 016:330 | −17   | 09:19  |

Platzierungskriterien: 1. Punkte – 2. Tordifferenz – 3. geschossene Tore

| (M) | amtierender isländischer Meister     |
| (P) | amtierender isländischer Pokalsieger |
| (N) | Neuaufsteiger                        |

### Kreuztabelle
Die Kreuztabelle stellt die Ergebnisse aller Spiele dieser Saison dar. Die Heimmannschaft ist in der ersten Spalte aufgelistet, die Gastmannschaft in der obersten Reihe. Die Ergebnisse sind immer aus Sicht der Heimmannschaft angegeben.
| 1974               | Fram Reykjavík | ÍBA Akureyri | ÍB Vestmannaeyja | ÍB Keflavík | KR Reykjavík | VAL | ÍA Akranes | Víkingur Reykjavík |
| Fram Reykjavík     |                | 2:3          | 1:1              | 0:1         | 1:1          | 2:1 | 1:1        | 1:2                |
| ÍBA Akureyri       | 1:4            |              | 0:3              | 0:2         | 3:2          | 0:1 | 1:1        | 0:2                |
| ÍB Vestmannaeyja   | 2:2            | 5:3          |                  | 1:3         | 0:0          | 1:0 | 1:2        | 1:1                |
| ÍB Keflavík        | 2:1            | 3:0          | 1:1              |             | 5:1          | 0:0 | 1:1        | 0:0                |
| KR Reykjavík       | 0:0            | 0:1          | 2:0              | 1:0         |              | 2:2 | 1:2        | 3:1                |
| Valur Reykjavík    | 2:2            | 3:3          | 2:2              | 1:3         | 2:0          |     | 0:1        | 2:1                |
| ÍA Akranes         | 3:1            | 4:0          | 2:1              | 3:1         | 1:1          | 0:0 |            | 2:1                |
| Víkingur Reykjavík | 0:1            | 1:1          | 1:1              | 2:2         | 1:2          | 1:2 | 0:1        |                    |

## Abstiegsplayoff
Da die beiden letztplatzierten Teams nach Ablauf der regulären Saison punktegleich waren, wurde der Absteiger in einem Playoff-Spiel ermittelt, nach welchem ÍBA Akureyri als Absteiger feststand.
| Paarung  | Víkingur Reykjavík – ÍBA Akureyri |
| Ergebnis | 3:1                               |
| Datum    | 5. Oktober 1974                   |
| Stadion  | Keflavíkurvöllur, Reykjavík       |
| Tore     | unbekannt                         |

## Torschützenliste
Die folgende Tabelle gibt die besten Torschützen der Saison wieder.
| Rang | Tore | Spieler               | Verein           |
| ---- | ---- | --------------------- | ---------------- |
| 1.   | 9    | Teitur Þórðarson      | ÍA Akranes       |
| 2.   | 8    | Steinar Johansson     | ÍB Keflavík      |
| 3.   | 6    | Ingi Björn Albertsson | Valur Reykjavík  |
| 3.   | 6    | Orn Oskarsson         | ÍB Vestmannaeyja |